# Campeonato Alagoano 2011
Campeonato Alagoano 2011 var 2011 års säsong av distriktsmästerskapet i Alagoas och började den 15 januari och avslutades den 23 april. Campeonato Alagoano 2011 bestod av 10 lag där alla lag spelade i en serie där alla lag mötte alla två gånger, vilket gav totalt 18 omgångar. Därefter gick de fyra främsta till slutspel och de två lägst placerade lagen flyttades ner inför nästa säsong. Båda finalisterna kvalificerade sig för Copa do Brasil 2012.

## Tabell
| Nr | Lag                  | S  | V  | O | F  | GM | IM | MS  | P  |
| -- | -------------------- | -- | -- | - | -- | -- | -- | --- | -- |
| 1  | ASA de Arapiraca     | 18 | 14 | 0 | 4  | 36 | 14 | +22 | 42 |
| 2  | Coruripe             | 18 | 12 | 1 | 5  | 31 | 16 | +15 | 37 |
| 3  | Murici               | 18 | 11 | 3 | 4  | 30 | 16 | +14 | 36 |
| 4  | Corinthians Alagoano | 18 | 10 | 2 | 6  | 31 | 22 | +9  | 32 |
| 5  | Sport Atalaia        | 18 | 7  | 2 | 9  | 33 | 36 | −3  | 23 |
| 6  | CRB                  | 18 | 6  | 3 | 9  | 23 | 28 | −5  | 21 |
| 7  | CSE                  | 18 | 5  | 5 | 8  | 22 | 28 | −6  | 20 |
| 8  | CSA                  | 18 | 6  | 1 | 11 | 20 | 27 | −7  | 19 |
| 9  | Santa Rita           | 18 | 4  | 6 | 8  | 22 | 30 | −8  | 18 |
| 10 | Ipanema              | 18 | 3  | 1 | 14 | 16 | 47 | −31 | 10 |

## Semifinal
| Lag 1                | Resultat | Lag 2            | Match 1 | Match 2 |
| -------------------- | -------- | ---------------- | ------- | ------- |
| Corinthians Alagoano | 3–6      | ASA de Arapiraca | 2–5     | 1–1     |
| Murici               | 5–5 (b)  | Coruripe         | 4–2     | 1–3     |

## Final
| Lag 1            | Resultat | Lag 2    | Match 1 | Match 2 |
| ---------------- | -------- | -------- | ------- | ------- |
| ASA de Arapiraca | 10–5     | Coruripe | 6–2     | 4–3     |